# Rodrigo Toloza
Rodrigo Alejandro Toloza Vilches (* 3. Mai 1984 in Santiago de Chile) ist ein ehemaliger chilenischer Fußballspieler. Der offensive Mittelfeldspieler, Spitzname Pajarito, gewann 2010 die chilenische Meisterschaft und spielte ein Mal für die Nationalmannschaft Chiles.

## Karriere

### Vereinskarriere
Rodrigo Toloza begann seine Karriere bei CD Palestino, für das er über 100 Ligaspiele absolvierte, in denen er 27 Tore erzielte. 2007 ging er zur Universidad Católica, bei denen er schnell zum Stammspieler reifte und in der ersten Saison zweitbester Torschütze des Klubs wurde. Anfang 2010 verletzte sich Toloza an der Achillessehne, so dass er zur Meisterschaft 2010 in acht Partien ein Tor beisteuerte. 2011 kam er nur auf zwei Einsätze in der Liga und wurde anschließend an die Santiago Wanderers verliehen. 2014 beendete er seine Karriere bei San Luis de Quillota in der Primera B, wohin er Anfang des Jahres gewechselt war.

### Nationalmannschaftskarriere
Für die chilenische Nationalmannschaft spielte Rodrigo Toloza im August 2005 sein einziges Länderspiel. Beim Freundschaftsspiel gegen Peru wurde er in der 68. Spielminute für Jorge Valdivia eingewechselt.

## Erfolge
Universidad Católica
- Chilenischer Meister: 2010
- Copa Chile: 2011